# Ozicrypta kroombit
Ozicrypta kroombit is een spinnensoort uit de familie Barychelidae. De soort komt voor in Queensland.